# Georg Christoph von Kreytzen
Georg Christoph von Kreytzen (* 24. Juni 1683 in Polkitten, Preußen; † 21. April 1750 in Breslau) war ein königlich-preußischer Generalleutnant, Ritter des Pour le Mérite und Amtshauptmann von Egeln.

## Herkunft
Er entstammte dem Adelsgeschlecht von Kreytzen, seine Eltern waren Ernst Albrecht von Kreytzen und Anna Dorthea von Kalnein. Sein Bruder Johann Friedrich von Kreytzen war preußischer Generalmajor. Der General Karl Erhard von Kalnein war ein Neffe von Anna Dorothea von Kalnein. Die zweite Frau seines Vaters war Luise Charlotte von Loebel (1668–1747). Seine Stiefschwester Charlotte Albertine von Kreytzen (* 21. Juni 1708; † 20. Januar 1769) heiratete später den Generalleutnant Reimar Julius von Schwerin. Sein Stiefbruder Friedrich von Kreytzen wurde ebenfalls Generalmajor.

## Leben
Schon kurz nach seiner Geburt wurde sein Leben sehr abenteuerlich, denn das väterliche Gut geriet in Brand und er selbst wurde von einem Fremden, der zufällig zu Gast war, gerettet. Nach einer guten häuslichen Erziehung ging er 1698 zunächst in holländische Dienste. Er kam zunächst zum Regiment Holstein-Beck und zwei Jahre später in das preußische Regiment Nr. 25. Im Spanischen Erbfolgekrieg kämpfte er 1702 bei der Belagerung von Kaiserswerth, 1704 in der Schlacht bei Höchstadt und in Landau an der Isar. 1706 kämpfte er in der Schlacht bei Oudenaarde, 1709 in der Schlacht bei Malplaquet und in einer Reihe anderer Gefechte. Nachdem er viel praktische Erfahrung gesammelt hatte, kämpfte er in der preußischen Armee bei der Belagerung von Stralsund. 1716 erhielt er seine eigene Kompanie. Am 4. Juli 1720 wurde er Major und Amtshauptmann von Egeln. Er besaß auch diplomatische Fähigkeiten und wurde von König Friedrich Wilhelm I. in geheimen Missionen sowohl an den französischen Hof als auch nach Den Haag geschickt. Er war danach mit der Beschaffung von Bekleidung und Bewaffnung der Armee zuständig, er beaufsichtigte auch die Manufakturen, welche die Gewehre herstellten. Am 11. Februar 1725 wurde er Oberstleutnant. 1729 erhielt er den Auftrag, Unruhen in der Stadt Essen zu bekämpfen. Am 27. April 1729 rückte er mit 700 Mann in die Stadt ein. Die von der Äbtissin des Stiftes Essen, Franziska Christine von Pfalz-Sulzbach, gerufenen drei Kompanien Pfälzer Truppen zogen sich zurück und der Streit wurde beigelegt. Am 23. Mai 1738 erfolgte seine Beförderung zum Oberst im Regiment Nr. 29. Bei den Herstalschen Unruhen im Jahre 1740 wurde er zum Bischof von Lüttich geschickt. Nach vergeblichen Verhandlungen wurde er nach dem Tod des Monarchen wieder zurückgeholt. Der neue König Friedrich II. schickte ihn später mit Truppen unter General Borcke erneut zum Bischof, dieses Mal war die Mission von Erfolg gekrönt. 1741 führte er die Truppen zurück ins Lager nach Brandenburg, wo er den Orden Pour le Mérite erhielt. 1742 kämpfte er in der Schlacht bei Chotusitz. Am 26. April 1743 erhielt er seine Beförderung zum Generalmajor und wurde Chef des Füsilier-Regiments Nr. 40. 1744 führte er eine eigene Brigade nach Böhmen und war bei der Belagerung von Prag dabei. Er besetzte danach Budweis, Tabor und Frauenberg, wurde aber in Budweis von dem Pandurenführer Trenck eingeschlossen. Am 22. Oktober musste er sich nach tapferer Gegenwehr ergeben, da er keine Munition mehr hatte und auch kein Entsatz in Aussicht stand. Er wurde erst nach dem Frieden von Dresden aus der Kriegsgefangenschaft entlassen. Am 25. Mai 1747 erfolgte seine Ernennung zum Generalleutnant. Er starb 1750 in Breslau.

## Familie
Er war seit 1731 mit Louise Katharina Friederike Charlotte von Bylandt-Rheyth, der Witwe des Generals Friedrich Wilhelm von Koenen, verheiratet. Die Ehe blieb ohne Kinder.